# Siphona maculata
Siphona maculata là một loài ruồi trong họ Tachinidae.